# Lena Farugia
Lena Farugia (rođena 1950-ih u New Yorku[nedostaje izvor]) južnoafrička glumica najpoznatija po ulozi liječnice Ann Taylor u filmu Bogovi su pali na tjeme 2.

## Životopis
Lena Farugia rodila se u New Yorku u obitelji talijanskog podrijetla. U New Yorku je i odrasla gdje je i studirala na Thomas Moore Collegeu (koledžu), Fordhamu i Columbia Universityu. Svoju profesionalnu karijeru započela je u New Yorku, ali se uskoro udaje za južnoafričkog redatelja te se seli u Južnu Afriku i tamo nastavlja svoju karijeru. Osim što je glumica Lena Farugia je i spisateljica, redateljica i producentica mnogih filmova i TV serija.

## Vanjske poveznice
- Lena Farugia u internetskoj bazi filmova IMDb-u (engl.)